# 乌塔马帕拉耶姆
乌塔马帕拉耶姆（Uthamapalayam），是印度泰米尔纳德邦Theni县的一个城镇。总人口22871（2001年）。

## 人口
该地2001年总人口22871人，其中男性11492人，女性11379人；0—6岁人口2377人，其中男1184人，女1193人；识字率72.98%，其中男性为79.59%，女性为66.30%。